# آلان فولسوم
آلان فولسوم (بالإنجليزية: Allan Folsom)‏ (9 ديسمبر 1941، أورلاندو في الولايات المتحدة - 16 مايو 2014، سانتا باربارا في الولايات المتحدة)؛ روائي أمريكي.

## روابط خارجية
- آلان فولسوم على موقع IMDb (الإنجليزية)